# فابیان فون شلابرندورف
فابیان لودویگ گئورک ادولف کورت فون اشلابرن‌دورف (به آلمانی: Fabian Ludwig Georg Adolf Kurt von Schlabrendorff)‏ ستوان ارتش آلمان همچنین حقوقدان و از اعضای مقاومت المان و گروه کودتای ۲۰ ژوئیه ۱۹۴۴ بر عیله هیتلر و حزب نازی بود.

## تلاش برای قتل هیتلر
اشلابرن‌دورف به عنوان حقوقدان تعلیم دیده بود اما در ۱۹۳۹ به ارتش پیوست و به عنوان گماشته ژنرال هنینگ فن ترشکو از افراد اصلی گروه ضد نازی بود منصوب شد. او به عنوان رابط ژنرال ترشکو با ژنرال لودویگ بک کارل گواردلر (به آلمانی: Carl Goerdeler) و ژنرال هانس استر و ژنرال فردریش اولبریشت فعالیت می‌کرد. و نقش‌های گوناگونی در برنامه‌های مختلف دسیسه علیه نازی‌ها داشت.
در زمان بازدید هیتلر ار اردوگاه مرکزی ارتش نزدیک اسمولنسک در روسیه (اتحاد جماهیر شوروی سابق) اشلابرندرف یک بمب ساعتی را به عنوان مشروب الکی کنیاک وارد هواپیمایی کرد که قرار بود هیتلر را به آلمان بازگرداند اما جاشنی بمب عمل نکرد که احتمالاً به خاطر سردی بیش از هوا به‌خصوص در ان قسمت خاص از هواپیما بوده‌است فردای آن روز اشلابرندرف خود را به هواپیما رساند از مانع شناسایی بمب شد.
به دنبال شکست کودتای ۲۰ ژوئیه اشلابرندرف به وسیله گشتاپو بازداشت شد و در زندان شکنجه شد در زندان او با همکارانش در مقاوت المان ملاقات کرد دریاسالار ویلهلم کاناریس ژنرال هانس استر اولریش فون هاسل جوزف مولر و الکساندر فون فالکنهازن.
در فوریه ۱۹۴۵ اشلابرندرف به مقابل دادگاه نمایشی نازی‌ها به نام دادگاه مردمی (به آلمانی: Volksgerichtshof) آورده شد در زمان محاکمه او ساختمان دادگاه مورد اثابت مستقیم بمبی که به وسیله گروه حملهٔ نیروی هوایی ارتش ایالات متحده آمریکا (به فرماندهی سرهنگ دوم روبررت روزنتال) انداخته شده بود قرار گرفت. و قاضی دادگاه که رولاند فرایسلر بود کشته شد. او در حالی که هنوز مشغول بررسی پرونده اشلابرندرف بود به وسیله موج انفجار از پای درآمد.
با این وجود بین فوریه تا مارس ۱۹۴۵ اشلابرندرف به اردوگاه مرگ زاخسنهاوزن اردوگاه مرگ فلوسنبورگ اردوگاه کار اجباری داخاو و اینسبروک برده شد در ماه آوریل او را به همراه ۱۴۰ نفر دیگر از افراد برجسته زندانی در داخاو به تیرول فرستادند. در آنجا اعضای اس اس برای فرار از متفقین زندانیان را رها کردند. اشلابرندرف در ۵ مارس به وسیله ارتش پنجم ایالات متحده آمریکا آزاد شد.

## بعد از جنگ
بعد از جنگ به گروه پروتستان سنت جان پیوست و در ۱۹۵۷ تا ۱۹۶۴ ریاست ان را به عهده داشت. از ۱۹۶۷ تا ۱۹۷۵ او قاضی دادگاه قانون اساسی آلمان غربی بود که بالاترین دادگاه کشور به‌شمار می‌رفت.

## نقل قول
او در کتاب افسران علیه هیتلر می‌گوید: (جلوگیری از این موفقیت هیتلر به هر روشی و به هر منظوری حتی به بهای سنگین شکست آلمان در جنگ اولین و ضروری‌ترین وظیفه ما بود.)